# Марко Настић
Марко Настић (рођен 1979. у Београду) је познати српски ди-џеј.

## Биографија
Као тинејџер Марко је био фасцинирам синтисајзерима, ритам машинама и електронском музиком. Као 16-годишњак је постао резидент у београдским клубовима Индустрија и Омен где је упознао Дејана Милићевића, с којим је започео пројекат „TTP“ (Teenage techno punks). У Индустрији је брзо постао уметнички директор и учврстио сарадњу са Горданом Пауновићем и другим београдски промотерима и ди-џејевима електронске музике. Следећи пројекат је био промотерски тим „Тешка машинерија“.
Током деведесетих Марко Настић је постао саставни део свих важних техно догађаја у Београду и Србији. Већ до своје 25. године је свирао са ди-џејевима познатим у светским размерама као што су Карл Кокс, Ричи Хотин, Марко Карола, Кевин Саундерсон, Грин Велвет, Адам Бејер, Били Нести и Свен Фет. Придруживањем тиму „Recycled Loops“, као и потписивањем за берлинску ди-џеј агенцију „Kne'Deep“, Настићева интернационална каријера наставља да цвета. Своју прву ваневропску турнеју одрадио је 2002. године у Бразилу, а сада редовно наступа у Уједињеном Краљевству, широм Азије и Европе.
Марко Настић је створио прву српску техно издавачку кућу под именом Recon Warriors, у оквиру које функционишу још два лејбела - Recon Light и Traffica.
Настић је главни актер промоције техно звука у Србији и најактивнији српски ди-џеј у иностранству.